# Horticultura

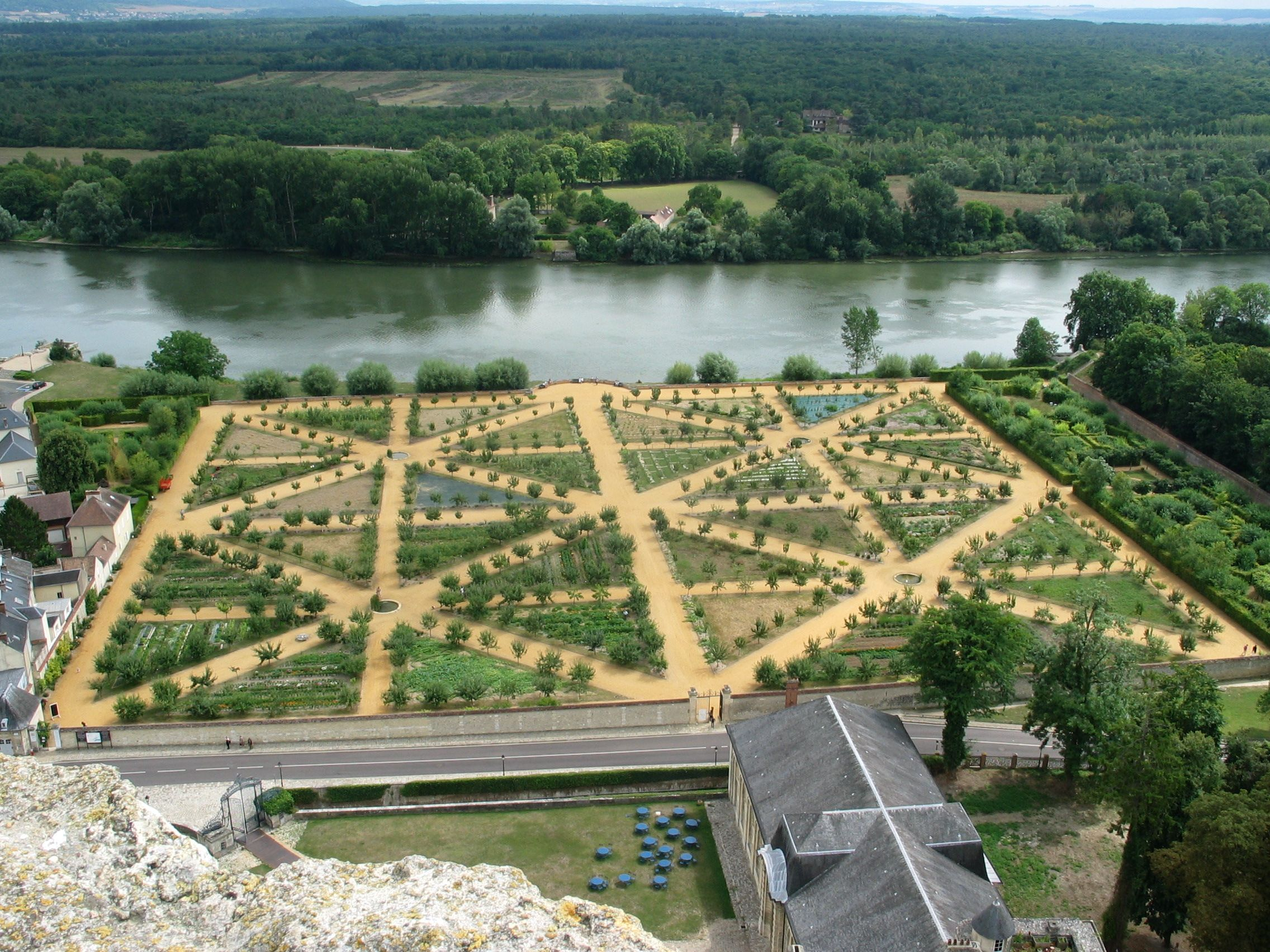
El llamado jardín "potager" en el castillo de la Roche-Guyon, junto al río Sena, en Francia. Un ejemplo de jardín o huerto destinado a la obtención de vegetales para el consumo de los habitantes del propio castillo, visible en parte en un primer plano.

La horticultura es la ciencia, la tecnología y los negocios envueltos en la producción de hortalizas con destino al consumo. La horticultura es la técnica del cultivo de plantas que se desarrollan en huertos. El término proviene etimológicamente de las palabras latinas hortus (‘jardín’, ‘huerta’, ‘planta’) y cultura (‘cultivo’), es decir ‘cultivo en huertas’.
La Real Academia Española define horticultura como ‘el cultivo en huertos’, y un huerto lo define como ‘el terreno donde se plantan verduras, legumbres y a veces árboles frutales’.
De acuerdo con la Sociedad Internacional de Ciencias Hortícolas (ISHS), la horticultura incluye a la floricultura (producción de flores de corte y ornamentales), la olericultura, la fruticultura, y el cultivo de especies aromáticas o medicinales.

## Características
Los horticultores trabajan en la propagación de las plantas, la mejora de las cosechas y los abonos de las plantaciones herbáceas. Los horticultores mejoran el rendimiento de las cosechas, su calidad y su valor nutricional, y su resistencia a los cambios ambientales. Se utiliza la genética como una herramienta fundamental en el desarrollo de plantas que puedan sintetizar moléculas químicas para emplearlas en la lucha contra plagas, enfermedades y malezas.

## Áreas de estudio
En los países de habla inglesa, y considerando el término horticulture como las prácticas que se realizan en un huerto, la Sociedad Internacional para las Ciencias Hortícolas (ISHS) indica que la horticultura comprende cinco áreas adicionales de estudio:
- La floricultura (incluye producción y mercadeo de plantas y flores cortadas con fines ornamentales).
- La olericultura (incluye producción y mercadeo de las hortalizas, sean de hoja, raíz, tubérculo o fruto).
- La fruticultura (incluye producción y mercadeo de las frutas).
- El cultivo de hierbas aromáticas, plantas medicinales y plantas perfumíferas (incluye la producción de plantas como lavanda, lemon grass, etc.).
- La arboricultura (incluye el cultivo de árboles con fines ornamentales).
- La fisiología post-cosecha (comprende el mantenimiento de la calidad, y la prevención de la degradación y pérdida de las cosechas).

Sin embargo, en países de habla hispana, el término «horticultura» designa el estudio y prácticas efectuadas en un huerto con especies herbáceas cuyo destino es la alimentación humana (hortalizas de hoja o de fruto, por ejemplo), mientras que la «fruticultura» designa el estudio y prácticas realizadas en un huerto establecido con especies leñosas y semileñosas (árboles y arbustos frutales productores de frutas).

## Industria
Los horticultores pueden trabajar para la industria, el Estado o instituciones educativas. Son ingenieros agrícolas, vendedores, propietarios de negocios al por menor, trabajadores de campo en propagación de especies o cultivadores especialistas en un determinado grupo de plantas (fruta, verduras, ornamentales y césped), inspectores de cosechas, consejeros expertos en la producción de cosechas, especialistas en un determinado cultivo, cuidadores de plantas, científicos investigadores, y profesores.
Los cursos de enseñanza universitaria que completan la horticultura son: biológicas, botánica, entomología, químicas, matemáticas, genética, fisiología, estadística, informática, y ciencia de la comunicación. Los cursos de botánica y horticultura incluyen: materiales de plantas, propagación de plantas, cultivo de tejidos vegetales, producción de cosechas, manejo de las cosechas, abono de las plantas, polinización, abono para la cosecha, entomología, fitopatología, económicas, y mercadeo. Algunas especialidades de ciencias hortícolas requieren de un «máster» (MS) o graduación posdoctoral (PhD).